# Дубесарій-Векі
Дубесарій-Векі (рум. Dubăsarii Vechi) — село у Кріуленському районі Молдови. Утворює окрему комуну.

## Населення
За даними перепису населення 2004 року у селі проживали 6050 осіб.
Національний склад населення села:
| Національність       | Кількість осіб | Відсоток   |
| -------------------- | -------------- | ---------- |
| молдавани румуни     | 5908 77        | 97,7% 1,3% |
| росіяни              | 30             | 0,5%       |
| українці             | 19             | 0,3%       |
| гагаузи              | 3              | < 0,1%     |
| болгари              | 3              | < 0,1%     |
| інша / без відповіді | 10             | 0,2%       |
| Всього               | 6050           | 100%       |